# 倉橋泰顕
倉橋泰顕（くらはし やすてる、天保6年7月29日（1835年8月23日） - 明治43年（1910年）8月19日）は、幕末から明治時代にかけての公卿、華族（子爵）。
安政5年（1858年）、日米修好通商条約締結に反対し、父の倉橋泰聡とともに廷臣八十八卿列参事件に参加した。明治維新後は殿掌に任ぜられ、子爵に列する。

## 官歴
- 天保13年（1842年）：従五位下
- 弘化2年（1845年）：因幡権介
- 弘化3年（1846年）：従五位上
- 弘化4年（1847年）：左馬頭
- 嘉永3年（1850年）：正五位下
- 安政元年（1854年）：従四位下
- 文久2年（1862年）：正四位下
- 慶應2年（1866年）：従三位
- 明治17年（1884年）7月8日：子爵[2]
- 明治30年（1897年）7月2日：従二位[3]
- 明治43年（1910年）8月18日：正二位[4]

## 系譜
- 父：倉橋泰聡
- 妻：菊山（賀川慎吾の娘）
- 子：倉橋季丸
- 子：倉橋泰隆
- 子：倉橋泰量
- 子：岡崎泰光（岡崎国良の養子）
- 養子（実弟）：倉橋泰清
- 娘：満子（清棲家教の妻）